# Pharmapflanze
Pharmapflanzen (englisch: pharm crops) sind Pflanzen, die durch Methoden der Gentechnik so verändert wurden, dass sie 
- pharmazeutisch wirksame Proteine, Antikörper für Diagnose und Therapie z. B. von Krebserkrankungen, Impfstoffe oder Hormone produzieren, die dann in Medikamenten eingesetzt werden können, oder
- für die Pharmazeutikaproduktion oder pharmazeutische Laborarbeiten wichtige Materialien produzieren.

Diese so produzierten Substanzen werden Plant-Made Pharmaceuticals (in der Fachliteratur kurz PMP) genannt und sind eine Untergruppe der  Biopharmazeutika. Sie können entweder schon direkt verwertbar in den Pflanzen vorhanden sein oder müssen erst im Labor aus diesen extrahiert werden.
Die Erzeugung und der Anbau von Pharmapflanzen (englisch: plant pharming; zusammengezogen aus pharm und farming) als Anwendungsgebiet der Gentechnik ist eine Kombination der sogenannten „Grünen Gentechnik“ (Anwendung der Gentechnik in der Landwirtschaft; englische Bezeichnung molecular farming) mit der sogenannten „Roten Gentechnik“ (Anwendung der Gentechnik in der Medizin; der entsprechende Wissenschaftszweig heißt Pharmazeutische Biotechnologie). Fälschlicherweise werden für das plant pharming sehr oft die Begriffe pharming bzw. biopharming – umfasst neben Pharmapflanzen jedoch auch das animal pharming, also Pharmatiere – und plant molecular pharming – umfasst nicht nur die Herstellung von Arzneistoffen – verwendet.
Pharmapflanzen gehören zur sogenannten „zweiten und dritten Generation“ gentechnisch veränderter Pflanzen, die nicht nur den Produzenten einen direkten Nutzen bringen sollen, sondern auch den Verbrauchern. Diese Pflanzen sollen z. B. gesundheitsverträglicher sein, besser schmecken, länger haltbar sein, vor Krankheiten schützen oder eben als „Pharmapflanzen“ Arzneimittelwirkstoffe produzieren.
Bereits seit Mitte der 1980er Jahre gibt es Bemühungen, Proteine in Tieren und Pflanzen zu produzieren, um dadurch eine höhere Ausbeute als aus bisherigen Quellen zu erhalten. Beispielsweise wurden Schafe gentechnisch so verändert, dass ihre Milch ein Protein zur Blutgerinnung enthält, Bakterien so, dass sie Insulin produzieren. Die so hergestellten Proteine nennt man „rekombinante Proteine“.
Prinzipiell gibt es zwei Möglichkeiten der Produktion von Pharmapflanzen:
- Bioreaktoren, in denen die Pflanzen unter sterilen Bedingungen in Nährlösungen heranwachsen. Ein Beispiel dieser Technologie ist der von Ralf Reski entwickelte Moosbioreaktor, ein Photobioreaktor mit genetisch verändertem Physcomitrella patens.[1]
- Anbau im Freiland oder in Gewächshäusern. Vorteil: kostengünstiger, Nachteil: unsicherer.

Vorteil gegenüber dem Molecular Pharming mit tierischen Zellen ist der entfernte Verwandtschaftsgrad und damit die Inkompatibilität von Krankheitserregern, die sich in den Kulturen anreichern können. Ein eventuell entfallender Aufreinigungsschritt und die Tatsache, dass Pflanzen lediglich Licht, Luft, Wasser und Nährsalze zum Wachstum brauchen, macht das Verfahren zudem preiswerter. Ein Scale-up ist ebenfalls leichter als bei Zellkulturen. Nachteil ist die geringere Effizienz bei der Proteinproduktion und eine andere eventuell inkompatible Glykosylierung. Zukünftig könnten pharmakologisch wirksame Stoffe in essbaren Pflanzenteilen eine Impfung über die Nahrung ermöglichen.

## Forschung, Entwicklung und Einsatz
Das Büro für Technikfolgenabschätzung beim Deutschen Bundestag (TAB) hat am 23. Februar 2006 eine Studie zu „gentechnisch veränderten Pflanzen der zweiten und dritten Generation“ vorgelegt. Einbezogen war auch die Thematik „Pharmapflanzen“. Dieser Bereich ist dem Bericht zufolge weltweit gesehen am weitesten fortgeschritten. Zahlreiche in genveränderten Pflanzen produzierte Wirkstoffe seien bereits in der klinischen Prüfung.
Die meisten der bisher in Pharmapflanzen eingebauten Gene stammen aus dem Menschen oder aus Tieren, z. B. Schweinen, Rindern, Kaninchen.
In den meisten bisher durchgeführten Freilandversuchen wurde die Fähigkeit zur Erzeugung pharmazeutischer Stoffe in Nahrungspflanzen eingebaut, z. B. Mais, Reis, Soja, Kartoffel oder Gerste.
Beispiele:
- US-Wissenschaftler testen bereits einen Zahnkaries-Antikörper pflanzlichen Ursprungs an Patienten.
- Avidin, ein Protein aus Hühnereiern, wird bereits von erbgutveränderten Maispflanzen produziert und für medizinische Labordiagnosen eingesetzt.
- Nach einer Meldung des „GM Contamination Register“ vom 17. August 2006[3] entschied ein US-Gericht, dass das US-Landwirtschaftsministerium gegen geltendes Umweltrecht verstieß, weil es zwischen 2001 und 2003 ohne Umweltverträglichkeitsprüfung Versuche auf Hawaii mit genverändertem Mais und Zuckerrohr der Firmen ProdiGene, Monsanto, Garst Seed und des Hawaii Agriculture Research Center zur Produktion von Hormonen, Impfstoffen gegen Aids und Hepatitis B, sowie Proteinen zur Behandlung verschiedener Krankheiten erlaubte.

Zur Förderung der europäischen Forschung auf diesem Gebiet wurde das sogenannte „Pharma Planta Consortium“ gegründet, ein von der EU mit 12 Millionen Euro geförderter Zusammenschluss von 39 Institutionen aus elf Mitgliedsstaaten der EU plus die südafrikanische Wissenschaftsagentur CSIR. Forschungsgegenstand des Konsortiums sind Pharmapflanzen zur Produktion von Wirkstoffen gegen Diabetes mellitus und Tollwut, Aids und Tuberkulose.
In Deutschland ist federführend für die Pharmapflanzenforschung  das Fraunhofer-Institut für Molekularbiologie und Angewandte Oekologie (IME), Abteilung Molekulares Farming, Aachen.
2006 wurde erstmals in Deutschland der versuchsweise Anbau von Pharmapflanzen im Freiland genehmigt. Einen entsprechenden Antrag hatte die Universität Rostock gestellt. Wissenschaftler der Universität haben Gene aus dem Cholera-Bakterium und aus einem Virus, das die „Hämorrhagische Kaninchenkrankheit“ (RHD) verursacht, in zwei verschiedene Kartoffellinien eingebracht. Damit sollen Impfstoffe gegen Cholera und RHD produziert werden. Der Versuchsanbau erfolgt im Zeitraum Mai 2006 bis Oktober 2008 auf einem Gelände in Groß Lüsewitz bei Rostock.
Die in München ansässige Icon Genetics AG, seit Anfang 2006 ein Tochterunternehmen der zur Bayer AG gehörenden Bayer Innovation GmbH, nahm im Juni 2008 bei ihrer Niederlassungstochter Icon Genetics GmbH in Halle (Saale) eine Pilotanlage zur Produktion medizinisch nutzbarer Proteine in Tabakpflanzen in Betrieb, die zur Herstellung von Klinikmustern dient.

## Vorteile von Pharmapflanzen
Nach Ansicht von Befürwortern 
- können Antikörper in Pflanzen etwa zehn- bis hundertfach günstiger hergestellt werden als in Tieren. Denn es entfielen die hohen Kosten für Aufzucht und Stallhaltung, bzw. für die speziellen Lebensbedingungen von Bakterien.
- können dadurch Probleme bisheriger Pharmaka evtl. beseitigt werden, z. B. allergene Wirkungen.
- erhöht die Produktion pharmazeutisch wirksamer Substanzen in Pflanzen statt in Tieren die Sicherheit des Menschen: „Eine Zuckerrübe kann kein BSE übertragen.“
- Durch den Einsatz von Pharmapflanzen statt Tieren zur Pharmazeutikaproduktion müssen eventuell weniger Tiere geschlachtet werden, sofern das Produkt bisher aus Organen von Tieren gewonnen wurde.
- Pharmapflanzen wie z. B. schnell wachsender, robuster Tabak und Mais, sollen in Entwicklungsländern angebaut werden, um vor Ort günstige Medikamente herstellen zu können. Ideal wäre die medizinisch wirksame Frucht direkt vom Feld, ohne Umweg über teure Präparate der Pharmakonzerne. Die Proteine müssten dazu allerdings absolut rein sein und in immer der gleichen Konzentration in der Pflanze vorkommen, um unbeabsichtigte Überdosierungen zu vermeiden.

## Risiken und umstrittene Aspekte
Den oben dargestellten Vorteilen stehen allerdings auch Risiken gegenüber. Manche werden auch von in der Forschung tätigen Wissenschaftlern anerkannt (vgl. Handelsblatt-Bericht).
Pharmapflanzen stellen nach Ansicht von Kritikern „neben Terminator-Pflanzen und genmanipulierten Bäumen die größte denkbare Gefahr dar, die von genmanipulierten Organismen zu erwarten ist.“ (Umweltinstitut München).
Umstritten ist besonders der Umstand, dass die Produktion von Pharmapflanzen künftig auch im Freiland stattfinden soll. Grund für den Freilandanbau sind die niedrigeren Produktionskosten im Vergleich zu Bioreaktoren.
Nach Ansicht von Kritikern
- ist es jedoch nicht möglich, im Freiland die Kontrolle über gentechnisch veränderte Pflanzen zu behalten. Bei Freisetzungsversuchen in Nebraska (USA) seien bereits transgene Maiskörner, die einen Impfstoff gegen eine Viruskrankheit bei Schweinen produzieren, in einem Silo zwischen Sojabohnen gefunden worden. In den USA und Kanada sind daher auch bereits verstärkte Sicherheitsauflagen erlassen worden. Die betreffende Firma hat ihren Anbau in Nebraska inzwischen eingestellt.
- beinhaltet der Freilandanbau das große Risiko, dass zur Lebensmittelerzeugung genutzte Pflanzen und damit die Nahrungskette verunreinigt werden, insbesondere wenn wie bisher weitverbreitete Nahrungspflanzen genverändert werden. Eine „Auskreuzung“ pharmazeutischer Wirkstoffe in Nahrungspflanzen könne lebensbedrohliche gesundheitliche Folgen für Menschen oder Tiere haben, die mit diesen Pflanzen in Berührung kommen. Die Folge könnten zum Beispiel ungewollte Tollwutimpfungen sein.
- können Mikroorganismen im Boden das rekombinante Protein verändern. Das Protein muss daher nach der Ernte aus der Pflanze extrahiert und aufwendig gereinigt werden, was den Preisvorteil des Freilandanbaus erheblich relativiert.
- besteht das Risiko, dass der menschliche Körper das Pflanzenprotein als Fremdkörper ansieht und abstößt, da sich in Pharmapflanzen angehängte Zuckerketten leicht von denen bei tierischen Proteinen unterscheiden.

## Mögliche Sicherheitsmaßnahmen
Im Prinzip gibt es zwei Ansatzmöglichkeiten, um genveränderte Pflanzen weitgehend von der Umwelt zu trennen:
- physikalische Maßnahmen (Containment), zum Beispiel
  - Abschottung vom anstehenden Boden durch Folien
  - Gewächshäuser
  - räumliche Trennung der Felder
- biologische Maßnahmen (Confinement), zum Beispiel
  - Nutzung von in der Landwirtschaft nicht verwendeten Pflanzen
  - selbstbestäubende Pflanzen (z. B. Reis, Flachs),
  - sterile Pflanzen (z. B. durch Terminatorgene)

Die Ausbreitung transgener Pflanzen oder der Übertragung ihrer gentechnisch erzeugten Eigenschaften auf andere zu verhindern, ist mit diesen Maßnahmen nur bis zu einem gewissen, relativ hohen Maß möglich. Der TAB-Bericht zieht das Fazit: „Containment wie Confinement bei transgenen Nutzpflanzen können nach dem heutigen Stand von Wissenschaft und Technik kein System anbieten, das im Freiland angebaute Kulturen von GVO- und Nicht-GVO-Sorten vollkommen beeinflussungsfrei nebeneinander existieren lässt. Welches Maß der Beeinflussung unter welchen Bedingungen toleriert wird, bleibt eine gesellschaftliche Entscheidung.“